# Justin Braun (hockey sur glace)
Pour les articles homonymes, voir Justin Braun et Braun.
Justin Timothy Braun (né le 10 février 1987 à Vadnais Heights, dans l'État du Minnesota aux États-Unis) est un joueur professionnel américain de hockey sur glace. Il évoluait au poste de défenseur.

## Biographie

### Carrière en club
Il commence sa carrière en 2004 avec les Gamblers de Green Bay dans l'United States Hockey League. De 2006 à 2010, il poursuit un cursus universitaire et joue pour les Minutemen d'UMass dans le championnat NCAA. Il est choisi au septième tour, en deux-cent-unième position par les Sharks de San José lors du repêchage d'entrée dans la LNH 2007. Il passe professionnel en 2010 avec les Sharks de Worcester, club ferme des Sharks de San José dans la Ligue américaine de hockey. Le 26 novembre 2012, il joue son premier match dans la Ligue nationale de hockey chez les Canucks de Vancouver. Le lendemain, il poste deux assistances chez les Oilers d'Edmonton. Il marque son premier but le 2 décembre 2012 chez les Sénateurs d'Ottawa lors de son quatrième match.
Le 18 juin 2019, il est échangé aux Flyers de Philadelphie en retour d'un choix de 2e tour en 2019 et d'un choix de 3e tour en 2020. Après avoir disputé 176 matchs avec les Flyers, il est échangé aux Rangers de New York contre un choix de 3e tour en 2023, le 21 mars 2021.
De retour avec les Flyers en 2022, il joue une dernière saison puis annonce sa retraite le 24 avril 2023.

### Carrière internationale
Il représente les États-Unis au niveau international.

## Statistiques

### En club
| Saison     | Équipe                 | Ligue       |     | Saison régulière | Saison régulière | Saison régulière | Saison régulière | Saison régulière |   | Séries éliminatoires | Séries éliminatoires | Séries éliminatoires | Séries éliminatoires | Séries éliminatoires |
| Saison     | Équipe                 | Ligue       | PJ  | B                | A                | Pts              | Pun              | PJ               | B | A                    | Pts                  | Pun                  |                      |                      |
| 2004-2005  | Gamblers de Green Bay  | USHL        | 10  | 0                | 0                | 0                | 2                | -                | - | -                    | -                    | -                    |                      |                      |
| 2005-2006  | Gamblers de Green Bay  | USHL        | 59  | 2                | 11               | 13               | 69               | 3                | 0 | 0                    | 0                    | 2                    |                      |                      |
| 2006-2007  | Minutemen d'UMass      | Hockey East | 39  | 4                | 10               | 14               | 20               | -                | - | -                    | -                    | -                    |                      |                      |
| 2007-2008  | Minutemen d'UMass      | Hockey East | 36  | 4                | 16               | 20               | 20               | -                | - | -                    | -                    | -                    |                      |                      |
| 2008-2009  | Minutemen d'UMass      | Hockey East | 39  | 7                | 16               | 23               | 50               | -                | - | -                    | -                    | -                    |                      |                      |
| 2009-2010  | Minutemen d'UMass      | Hockey East | 36  | 8                | 23               | 31               | 30               | -                | - | -                    | -                    | -                    |                      |                      |
| 2009-2010  | Sharks de Worcester    | LAH         | 3   | 0                | 3                | 3                | 0                | 11               | 0 | 3                    | 3                    | 4                    |                      |                      |
| 2010-2011  | Sharks de Worcester    | LAH         | 34  | 5                | 18               | 23               | 8                | -                | - | -                    | -                    | -                    |                      |                      |
| 2010-2011  | Sharks de San José     | LNH         | 28  | 2                | 9                | 11               | 2                | 1                | 0 | 0                    | 0                    | 0                    |                      |                      |
| 2011-2012  | Sharks de Worcester    | LAH         | 6   | 0                | 3                | 3                | 4                | -                | - | -                    | -                    | -                    |                      |                      |
| 2011-2012  | Sharks de San José     | LNH         | 66  | 2                | 9                | 11               | 23               | 5                | 0 | 0                    | 0                    | 15                   |                      |                      |
| 2012-2013  | Tappara Tampere        | SM-liiga    | 6   | 0                | 3                | 3                | 2                | -                | - | -                    | -                    | -                    |                      |                      |
| 2012-2013  | Sharks de San José     | LNH         | 41  | 0                | 7                | 7                | 6                | 11               | 0 | 1                    | 1                    | 0                    |                      |                      |
| 2013-2014  | Sharks de San José     | LNH         | 82  | 4                | 13               | 17               | 20               | 7                | 1 | 1                    | 2                    | 7                    |                      |                      |
| 2014-2015  | Sharks de San José     | LNH         | 70  | 1                | 22               | 23               | 48               | -                | - | -                    | -                    | -                    |                      |                      |
| 2015-2016  | Sharks de San José     | LNH         | 80  | 4                | 19               | 23               | 36               | 24               | 2 | 5                    | 7                    | 6                    |                      |                      |
| 2016-2017  | Sharks de San José     | LNH         | 81  | 4                | 9                | 13               | 28               | 6                | 0 | 1                    | 1                    | 0                    |                      |                      |
| 2017-2018  | Sharks de San José     | LNH         | 81  | 5                | 28               | 33               | 28               | 10               | 0 | 1                    | 1                    | 4                    |                      |                      |
| 2018-2019  | Sharks de San José     | LNH         | 78  | 2                | 14               | 16               | 35               | 20               | 0 | 1                    | 1                    | 8                    |                      |                      |
| 2019-2020  | Flyers de Philadelphie | LNH         | 62  | 3                | 16               | 19               | 18               | 16               | 0 | 2                    | 2                    | 2                    |                      |                      |
| 2020-2021  | Flyers de Philadelphie | LNH         | 53  | 1                | 5                | 6                | 18               | -                | - | -                    | -                    | -                    |                      |                      |
| 2021-2022  | Flyers de Philadelphie | LNH         | 61  | 5                | 11               | 16               | 36               | -                | - | -                    | -                    | -                    |                      |                      |
| 2021-2022  | Rangers de New York    | LNH         | 8   | 1                | 1                | 2                | 0                | 19               | 0 | 1                    | 1                    | 6                    |                      |                      |
| 2022-2023  | Flyers de Philadelphie | LNH         | 51  | 0                | 2                | 2                | 19               | -                | - | -                    | -                    | -                    |                      |                      |
| Totaux LNH | Totaux LNH             | Totaux LNH  | 842 | 34               | 165              | 199              | 317              | 119              | 3 | 13                   | 16                   | 48                   |                      |                      |

### En équipe nationale
| Année | Compétition          |   | PJ | B | A | Pts | Pun | +/-            |  | Résultat |
| 2012  | Championnat du monde | 8 | 0  | 0 | 0 | 2   | -4  | Septième place |  |          |

## Trophées et honneurs personnels

### Hockey East
- 2006-2007 : nommé dans l'équipe des recrues
- 2007-2008 : nommé dans la deuxième équipe d'étoiles
- 2008-2009 : 
  - nommé dans la première équipe d'étoiles
  - nommé meilleur défenseur défensif

### Ligue américaine de hockey
- 2011 : participe au Match des étoiles